# Territori del Sacro Romano Impero fuori dai Circoli Imperiali

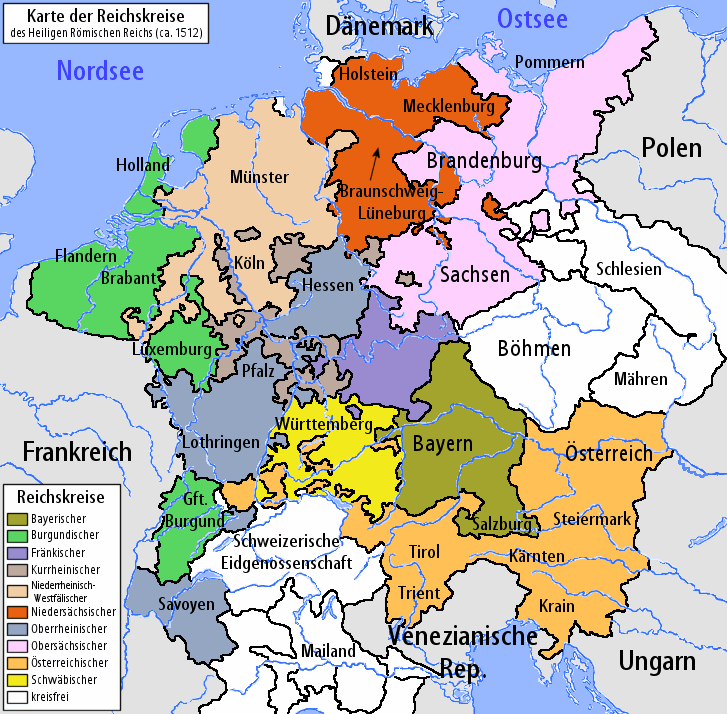
Il Sacro Romano Impero nel XVI secolo. Gli stati dipendenti dall'impero ma territorialmente indipendenti sono indicati in bianco.

I territori del Sacro Romano Impero fuori dai Circoli Imperiali erano una serie di province dipendenti dal Sacro Romano Impero ma territorialmente indipendenti da esso.

## I territori nell'Italia imperiale
| Stemma | Nome             | Tipologia              | Note |
| ------ | ---------------- | ---------------------- | --- |
|        | Mantova          | Ducato                 | alla famiglia Gonzaga poi agli Asburgo                                                                                       |
|        | Milano           | Ducato                 | alla famiglia Visconti-Sforza e poi all'imperatore                                                                           |
|        | Modena e Reggio  | Ducato                 | alla famiglia Este |
|        | Monferrato       | Marchesato, poi Ducato | alla famiglia dei Paleologi sino al 1533, ai Gonzaga sino al 1627, ai Gonzaga-Nevers sino al 1707, poi ai Savoia             |
|        | Parma e Piacenza | Ducato                 | alla famiglia Farnese sino al 1731, all'imperatore dal 1735 al 1748, ai Borbone di Parma dal 1731 al 1735 e dal 1748 in poi  |
|        | Toscana          | Granducato             | alla famiglia Medici sino al 1737, poi agli Asburgo-Lorena (secondogenitura alla morte del granduca imperatore Francesco II) |

## Le terre della corona boema
| Stemma | Nome          | Tipologia   | Note                                                                             |
| ------ | ------------- | ----------- | -------------------------------------------------------------------------------- |
|        | Boemia        | Regno       | alla famiglia Asburgo dal 1526                                                   |
|        | Moravia       | Margraviato | alla famiglia Asburgo dal 1526                                                   |
|        | Alta Lusazia  | Margraviato | alla famiglia Asburgo dal 1526, dopo il 1635 in feudo all'elettorato di Sassonia |
|        | Bassa Lusazia | Margraviato | alla famiglia Asburgo dal 1526, dopo il 1635 in feudo all'elettorato di Sassonia |
|        | Slesia        | Ducato      | alla famiglia Asburgo; dal 1730 alla Prussia                                     |
|        | Glatz         | Contea      | parte della Boemia sino al 1742, poi alla Prussia                                |

## I cantoni e città svizzere

### Cantoni e città svizzere anticamente dipendenti dal Sacro Romano Impero

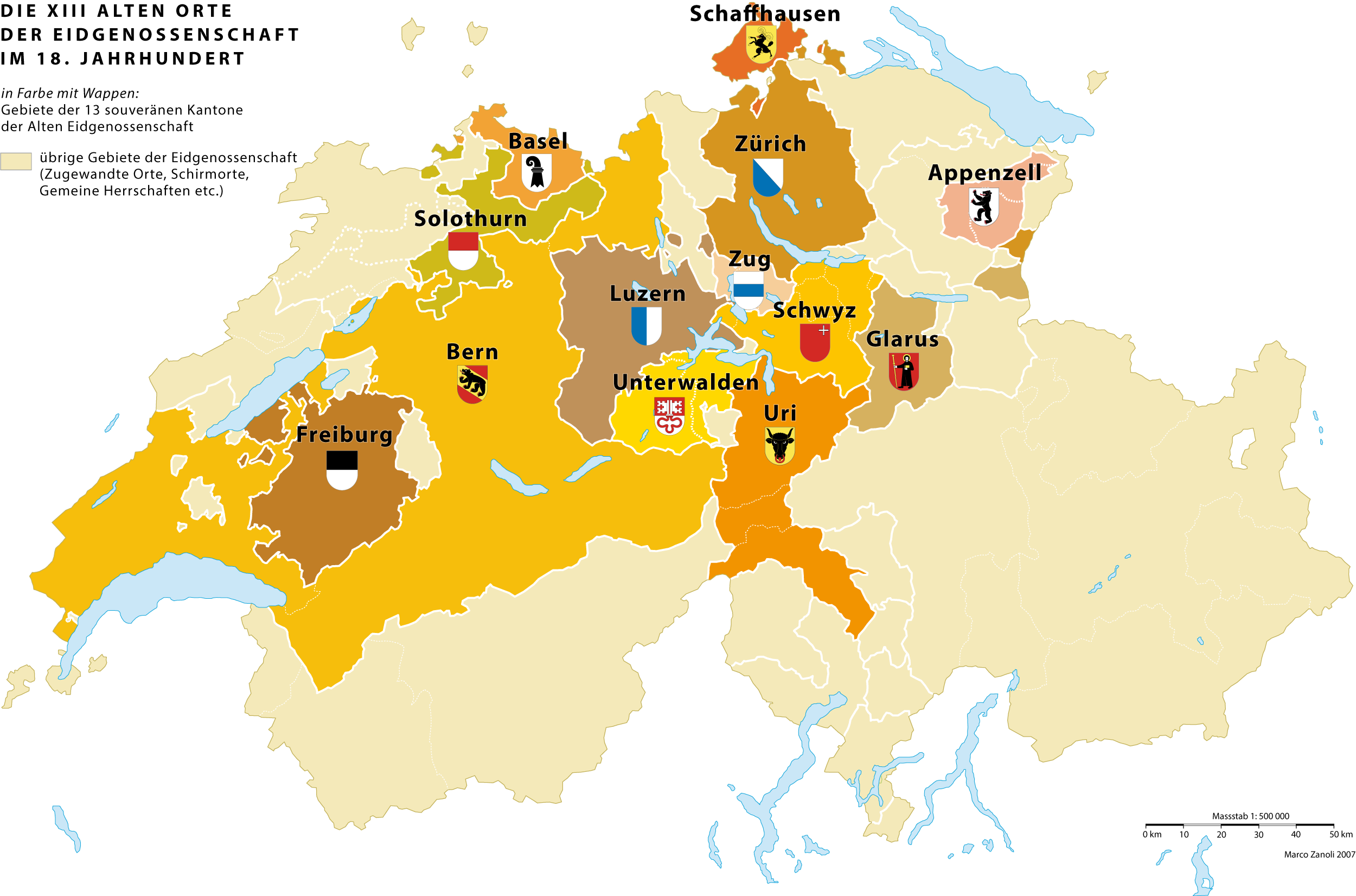
I tredici cantoni svizzeri originariamente dipendenti dal Sacro Romano Impero nel XIII secolo

Anticamente, alcuni cantoni e città svizzere dipendevano direttamente dal Sacro Romano Impero. Progressivamente, tra XIV e XV secolo, questi aderirono alla Confederazione Elvetica a costituire la moderna Svizzera. In nota è indicato per ciascuna città o cantone l'anno dell'adesione alla Confederazione Elvetica, mentre si può parlare di un abbandono dell’impero solo a partire dalla confederazione degli otto cantoni, che diedero sufficiente forza all’alleanza per poter sviluppare una vera e propria indipendenza. L’impero riconobbe questo stato di fatto solo con la pace di Westfalia.
| Stemma | Nome       | Tipologia       | Note                     |
| ------ | ---------- | --------------- | ------------------------ |
|        | Uri        | Cantone         | lascia l'impero nel 1291 |
|        | Svitto     | Cantone         | lascia l'impero nel 1291 |
|        | Untervaldo | Cantone         | lascia l'impero nel 1291 |
|        | Lucerna    | Città           | lascia l'impero nel 1332 |
|        | Zurigo     | Città           | lascia l'impero nel 1351 |
|        | Berna      | Città           | lascia l'impero nel 1353 |
|        | Glarona    | Cantone         | lascia l'impero nel 1352 |
|        | Zug        | Città e Cantone | lascia l'impero nel 1352 |
|        | Friburgo   | Città           | lascia l'impero nel 1481 |
|        | Soletta    | Città           | lascia l'impero nel 1481 |
|        | Basilea    | Città           | lascia l'impero nel 1501 |
|        | Sciaffusa  | Città           | lascia l'impero nel 1501 |
|        | Appenzello | Cantone         | lascia l'impero nel 1513 |

### Cantoni, città ed entità territoriali svizzere

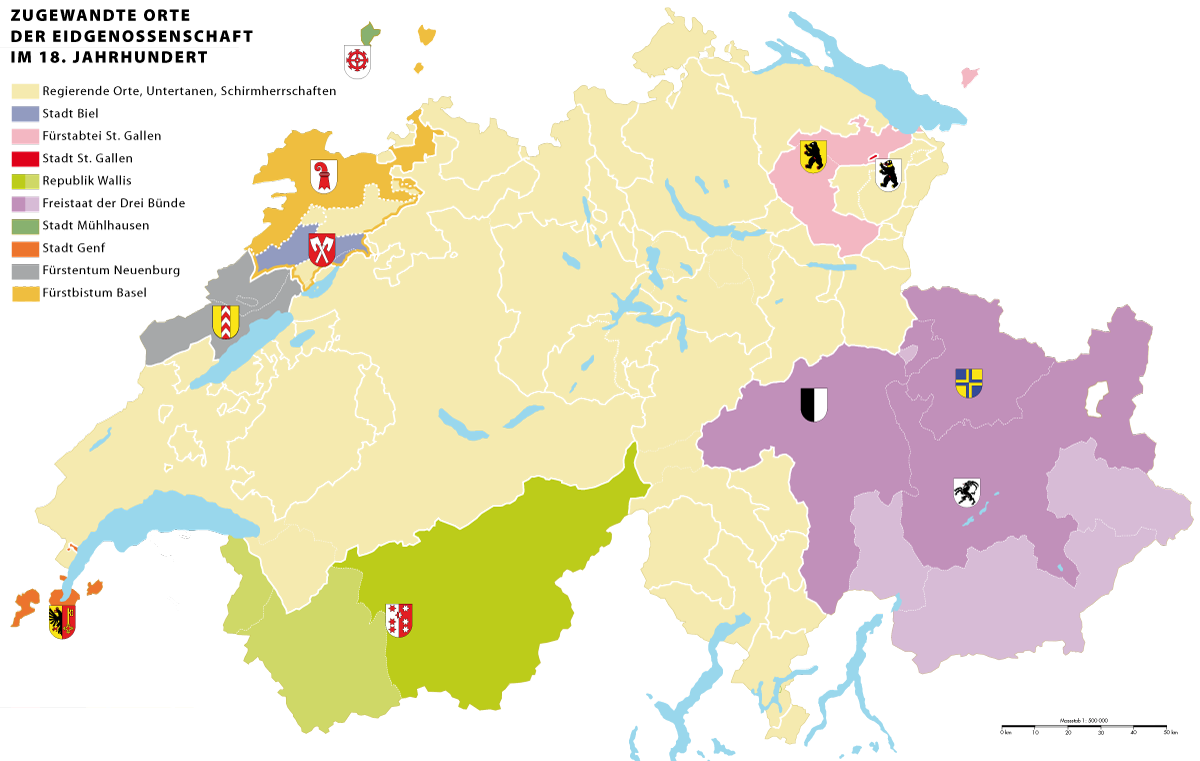
Mappa dei cantoni, città e delle entità territoriali svizzere

Pur non facendone formalmente parte, alcune città, cantoni ed entità territoriali svizzere nel corso dei secoli si affiliarono alla protezione della Confederazione Elvetica.
In nota è indicato l'anno di sottoscrizione dell'alleanza o il periodo di alleanza.
| Stemma | Nome                                          | Tipologia           | Note                                |
| ------ | --------------------------------------------- | ------------------- | ----------------------------------- |
|        | Abbazia di San Gallo                          | Abbazia principesca | 1451                                |
|        | Biel                                          | Borgo               | 1353; sotto il Vescovado di Basilea |
|        | San Gallo                                     | Città               | 1454                                |
|        | Sette Degagne                                 | Repubblica          | 1416                                |
|        | Mulhouse                                      | Città               | 1515-1586                           |
|        | Ginevra                                       | Città               | 1519-1536                           |
|        | Neuchâtel                                     | Contea              | 1406-1529                           |
|        | Ursern                                        | Città               | 1317-1410                           |
|        | Weggis                                        | Città               | 1332-1380                           |
|        | Murten                                        | Città               | 1353-1475                           |
|        | Payerne                                       | Città               | 1353-1536                           |
|        | Comunità della valle di Saanen e Château-d'Œx | Comunità montana    | 1403–1555                           |
|        | Sargans                                       | Contea              | 1437-1483                           |
|        | Sax Forstegg                                  | Baronia             | 1458-1615                           |
|        | Stein am Rhein                                | Città               | 1459-1484                           |
|        | Gruyère                                       | Contea              | 1475-1555                           |
|        | Werdenberg                                    | Contea              | 1493-1517                           |
|        | Rottweil                                      | Città               | 1519-1689                           |
|        | Tre Leghe                                     | Federazione         | 1497                                |

### Condomini della Svizzera

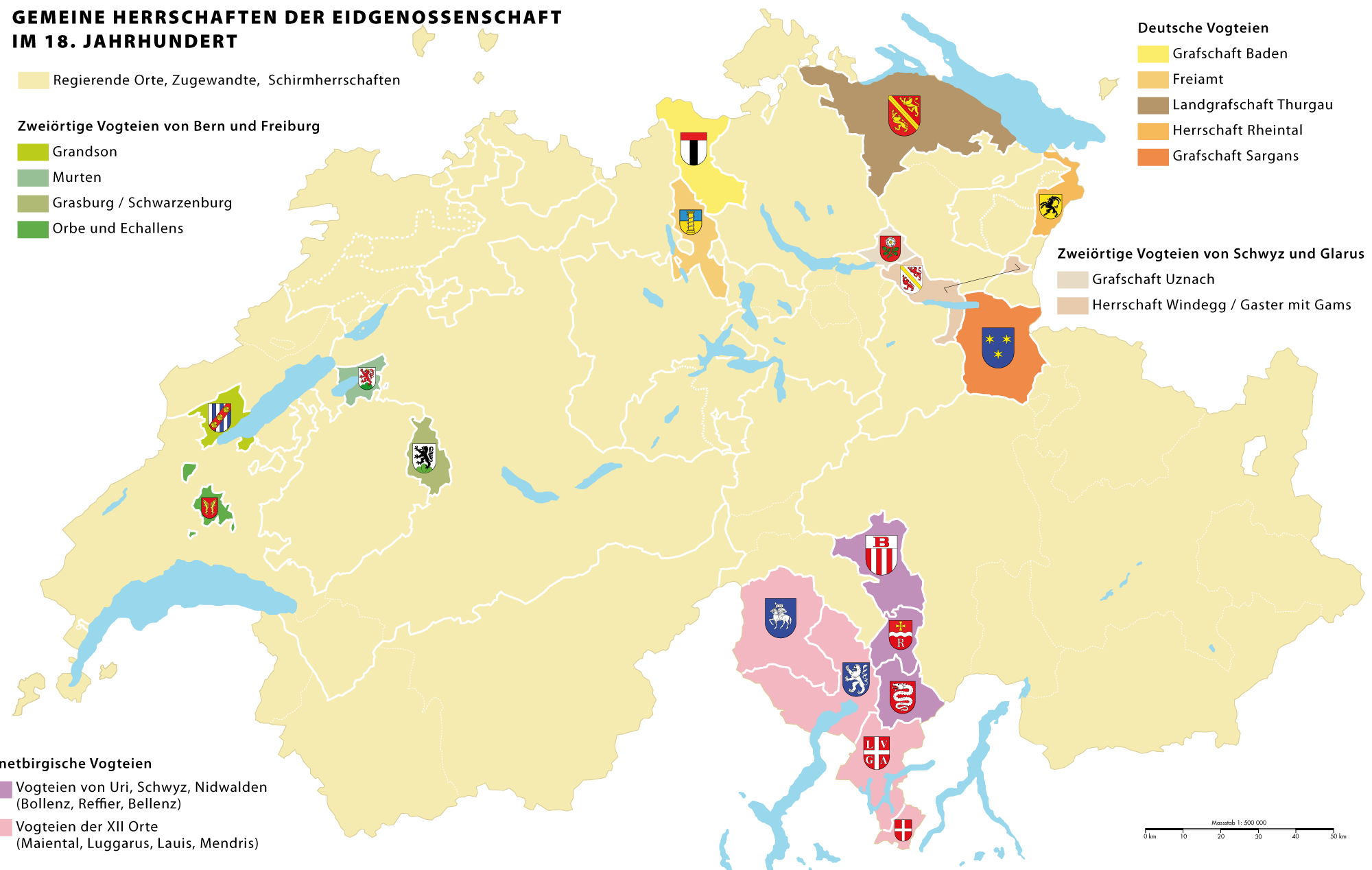
Mappa dei condomini svizzeri della Svizzera

Alcun città e comunità svizzere si trovarono, in alcuni periodi storici, sotto condominio della Svizzera. In nota è indicato l'inizio o il periodo di permanenza in condominio.
| Stemma | Nome             | Tipologia    | Note      |
| ------ | ---------------- | ------------ | --------- |
|        | Freiamt          | Città libera | 1415      |
|        | Baden            | Contea       | 1415      |
|        | Sargans          | Contea       | 1460-1483 |
|        | Thurgau          | Langraviato  | 1460      |
|        | Rheintal         | Signoria     | 1490      |
|        | Blenio           | Baliaggio    | 1499      |
|        | Riviera          | Baliaggio    | 1499      |
|        | Bellinzona       | Baliaggio    | 1499      |
|        | Lugano           | Baliaggio    | 1515      |
|        | Locarno          | Baliaggio    | 1515      |
|        | Mendrisio        | Baliaggio    | 1515      |
|        | Grasburg         | Signoria     | 1423      |
|        | Murten           | Città        | 1475      |
|        | Grandson         | Città        | 1475      |
|        | Orbe e Echallens | Città        | 1475      |
|        | Uznach           | Contea       | 1437      |
|        | Gaster           | Signoria     | 1438      |
|        | Gams             | Signoria     | 1497      |
|        | Hurden           | Città        | 1712      |
|        | Tessenberg       | Signoria     | 1388      |

### Protettorati della Svizzera
Alcun città e comunità svizzere si trovarono, in alcuni periodi storici, sotto il protettorato di entità svizzere pur non essendone formalmente parte. In nota è indicato l'inizio o il periodo di permanenza in protettorato.
| Stemma | Nome                                                | Tipologia            | Note                                                                |
| ------ | --------------------------------------------------- | -------------------- | ------------------------------------------------------------------- |
|        | Gersau                                              | Città                | 1332                                                                |
|        | Einsiedeln                                          | Abbazia territoriale | 1357                                                                |
|        | Bellelay                                            | Abbazia territoriale | 1414                                                                |
|        | Engelberg                                           | Abbazia principesca  | 1425                                                                |
|        | San Gallo                                           | Abbazia principesca  | 1451                                                                |
|        | Rapperswil                                          | Signoria             | 1458-1712                                                           |
|        | Toggenburg                                          | Contea               | 1436-1718; formalmente sotto la sovranità dell'abbazia di San Gallo |
|        | Pfäfers                                             | Abbazia territoriale | 1460-1483                                                           |
|        | Moutier-Grandval                                    | Prevostato           | 1486-1797; sotto la sovranità del principato vescovile di Basilea   |
|        | La Neuveville (Neustadt)                            | Borgo                | 1388; sotto la sovranità del principato vescovile di Basilea        |
|        | Erguel (Vallone di Saint-Imier, sovranità militare) | Signoria             | 1335; sotto la sovranità del principato vescovile di Basilea        |

### Città e comunità sotto temporaneo dominio del Sacro Romano Impero
Alcune città e comunità svizzere si trovarono, in alcuni periodi storici, sotto il dominio diretto del Sacro Romano Impero pur senza esserne parte direttamente, ad esempio a causa di occupazioni militari. In nota è indicato l'anno o il periodo di dominio.
| Stemma | Nome          | Tipologia            | Note      |
| ------ | ------------- | -------------------- | --------- |
|        | Urseren       | Città                | 1440      |
|        | Küssnacht     | Città                | 1402      |
|        | Einsiedeln    | Abbazia territoriale | 1397-1424 |
|        | Marzo         | Distretto cantonale  | 1405-1436 |
|        | Höfe          | Distretto cantonale  | 1440      |
|        | Werdenberg    | Città                | 1485-1517 |
|        | Saint-Maurice | Città                | 1475-1477 |
|        | Monthey       | Città                | 1536      |
|        | Lötschental   | Comunità montana     | XV secolo |
|        | Evian         | Città                | 1536-1569 |

## Altri territori
| Stemma | Nome                | Tipologia                | Note |
| ------ | ------------------- | ------------------------ | --- |
|        | Aš                  | Signoria                 | |
|        | Burtscheid          | Abbazia territoriale     | |
|        | Buxheim             | Priorato                 | |
|        | Cappenberg          | Prevostura               | |
|        | Dreis               | Signoria                 | |
|        | Dyck                | Signoria                 | |
|        | Elten               | Abbazia territoriale     | |
|        | Fagnolle            | Contea                   | dal 1788 nella Provincia del Basso Reno-Vestfalia |
|        | Freudenburg         | Signoria                 | |
|        | Land Hadeln         | Territorio               | |
|        | Homburg             | Contea                   | |
|        | Jever               | Signoria                 | |
|        | Kniphausen          | Signoria                 | |
|        | Landskron           | Signoria                 | |
|        | Lebach              | Signoria                 | |
|        | Mechernich          | Signoria                 | |
|        | Mömpelgard          | Contea                   | |
|        | Oberstein           | Signoria                 | |
|        | Ottobeuren          | Abbazia imperiale        | |
|        | Pyrmont             | Signoria                 | |
|        | Rhade               | Signoria                 | |
|        | Rheda               | Signoria                 | |
|        | Richold             | Signoria                 | |
|        | Saffenburg          | Signoria                 | |
|        | Schauen             | Signoria                 | |
|        | Schaumburg          | Signoria                 | |
|        | Smalcalda           | Signoria                 | |
|        | Schönau             | Signoria                 | |
|        | Schönthal           | Abbazia territoriale     | |
|        | Schwarzenholz       | Signoria                 | |
|        | Stein               | Signoria (Rheingraviato) | |
|        | Wasserburg          | Signoria                 | |
|        | Wildenberg          | Signoria                 | |
|        | Wylre               | Signoria                 | |
|        | Dithmarschen        | Repubblica               | |
|        | Hoerstgen           | Signoria                 | |
|        | Waldeck e Miesbach  | Signoria                 | |
|        | Haldenstein         | Baronia                  | 1424-1803 |
|        | Valle di Nalbach    | Signoria                 | Nalbach, Piesbach, Bettstadt, Bilsdorf, Körprich, Diefflen                                                                                                 |
|        | Winden              | Dominio ecclesiastico    | immediatezza dell'abbazia di Arnstein; Winden, Weinähr, Schirpingen, Eschenau, Kodingen, Hohental, Dies, Castello di Langenau                              |
|        | Ingelheimer         | Dominio                  | Ingelheimer, Nieder-Ingelheim, Sporkenheim, Ober-Ingelheim, Frei-Weinheim, Großwinternheim, Bubenheim, Elsheim, Sauer-Schwabenheim, Wackernheim, Daxweiler |
|        | Leutkirch im Allgäu | Dominio ecclesiastico    | Leutkirch im Allgäu, Reichenhofen, Wuchzenhofen, Gebrazhofen, Tautenhofen, Herlazhofen, Heggelbach, Weipoldshofen                                          |

## Terre dell'impero (Reichsgut)
| Stemma | Nome                  | Tipologia         | Note             |
| ------ | --------------------- | ----------------- | ---------------- |
|        | Voigtsberg (Oelsnitz) | Signoria          |                  |
|        | Gut Streit            | Signoria          |                  |
|        | Schönbuch             | Valle imperiale   |                  |
|        | Haslital              | Valle imperiale   | dal 1345 a Berna |
|        | Foresta di Norimberga | Foresta imperiale |                  |
|        | Foresta di Kleve      | Foresta imperiale |                  |
|        | Reichswald            | Valle imperiale   |                  |
|        | Kaufunger Wald        | Valle imperiale   |                  |

## I villaggi imperiali

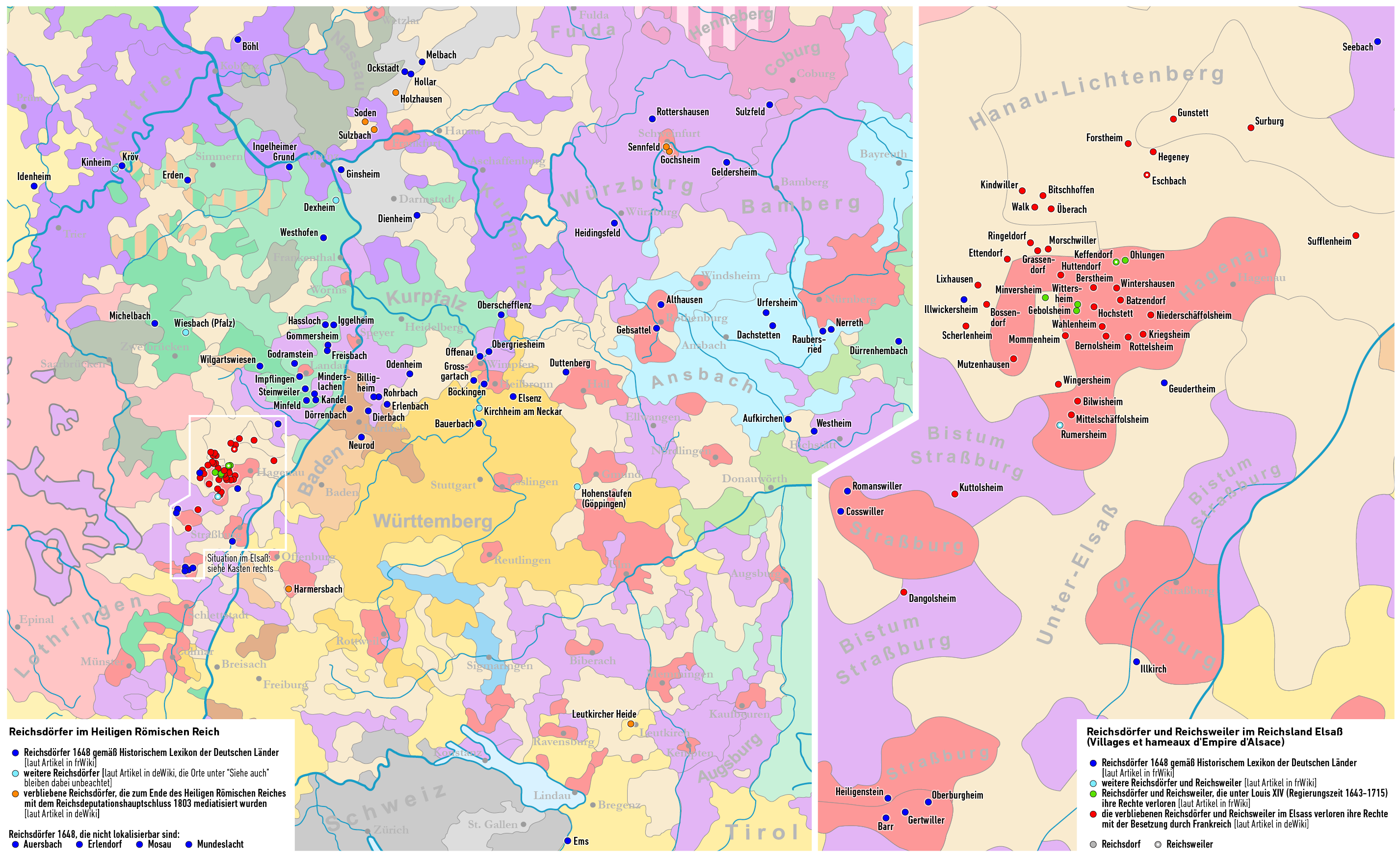
Mappa e posizione dei villaggi imperiali nel XVII secolo

Nel XIV secolo vi erano più di 100 villaggi definiti "villaggi imperiali" in quanto formalmente si trovavano all'interno di stati esterni ai confini del Sacro Romano Impero, ma che dipendevano de facto dall'Impero stesso. Col tempo il numero di questi villaggi diminuì gradualmente.

### In Alsazia
- Batzendorf
- Bernolsheim
- Berstheim
- Bilwisheim
- Bitschhoffen
- Bossendorf
- Dangolsheim
- Eschbach
- Ettendorf
- Forstheim
- Grassendorf
- Gunstett
- Hegeney
- Hochstett
- Huttendorf
- Kindwiller
- Kriegsheim
- Kuttolsheim
- Lixhausen
- Minversheim
- Mittelschäffolsheim
- Mommenheim
- Morschwiller
- Mutzenhausen
- Niederschäffolsheim
- Ohlungen
- Ringeldorf
- Rottelsheim
- Scherlenheim
- Sufflenheimauch (Suffelheim)
- Surburg
- Überach
- Wahlenheim
- Walk
- Wingersheim
- Wintershausen
- Wittersheim

### Altri territori nell'impero
- Sulzbach
- Holzhausen
- Soden
- Gochsheim
- Sennfeld
- Dexheim, con le comunità di:
  -  Dexheim
  -  Nierstein
  -  Schwabsburg
- Freisbach
- Gebsattel
- Ginsheim
- Gommersheim
- Hohenstaufen
- Kinheim
- Kirchheim am Neckar
- Wiesbach
- Kaldorf
- Petersbach
- Petersbuch
- Heiligenkreuz
- Rohrbach
- Biburg
- Wengen
- Wangen (dal 1286 città libera)
- Priestenstett (Prichsenstadt)
- Maynbernheim (Mainbernheim)
- Hüttenheim (Huttenheim)
- Heidingsfeld (Haidingsfeld)
- Rinsheim
- Ahausen (Auhausen)
- Großgartach
- Aufkirchen (Ufkirchen)
- Eglofs (bis 1661)
- Altshausen (Alschhausen, Alshausen)
- Althausen
- Seinsheim
- Birkweiler e con le comunità di:Billigheim, Godramstein, Steinweiler, Erlenbach, Klingen, Rohrbach e Impflingen
- Horrheim
- Melbach
- Ockstadt
- Pfändhausen

## Territori dei cavalieri dell'Impero
Alla fine del Sacro Romano Impero, la categoria dei cavalieri imperiali che possedevano territori entro i confini dell'impero comprendeva circa 350 famiglie con circa 450.000 soggetti.

### Circolo dei cavalieri della Franconia
- Cantone dei cavalieri dell'Altmühl, area attorno all'Altmühl, sede a Wilhermsdorf
- Cantone dei cavalieri del Baunach, area attorno al corso del Baunach, sede a Baunach
- Cantone dei cavalieri di Gebürg, area attorno a Fichtelgebirge, sede a Bamberga
- Cantone dei cavalieri dell'Odenwald, area attorno all'Odenwald, sede a Kochendorf
- Cantone dei cavalieri di Rhön-Werra, area attorno a Rhön e Werra, sede a Schweinfurt
- Cantone dei cavalieri della Steigerwald, area attorno alla Steigerwald, sede a Erlangen

### Circolo dei cavalieri della Renania
- Cantone dei cavalieri dell'Alto Reno
- Cantone dei cavalieri del Medio Reno
- Cantone dei cavalieri del Basso Reno

### Circolo dei cavalieri della Svevia
- Cantone dei cavalieri del Danubio
- Cantone dei cavalieri di Hegau-Algovia-Lago di Costanza
- Cantone dei cavalieri del Kocher
- Cantone dei cavalieri del Kraichgau
- Cantone dei cavalieri di Neckar-Schwarzwald-Ortenau